# MAZ-171

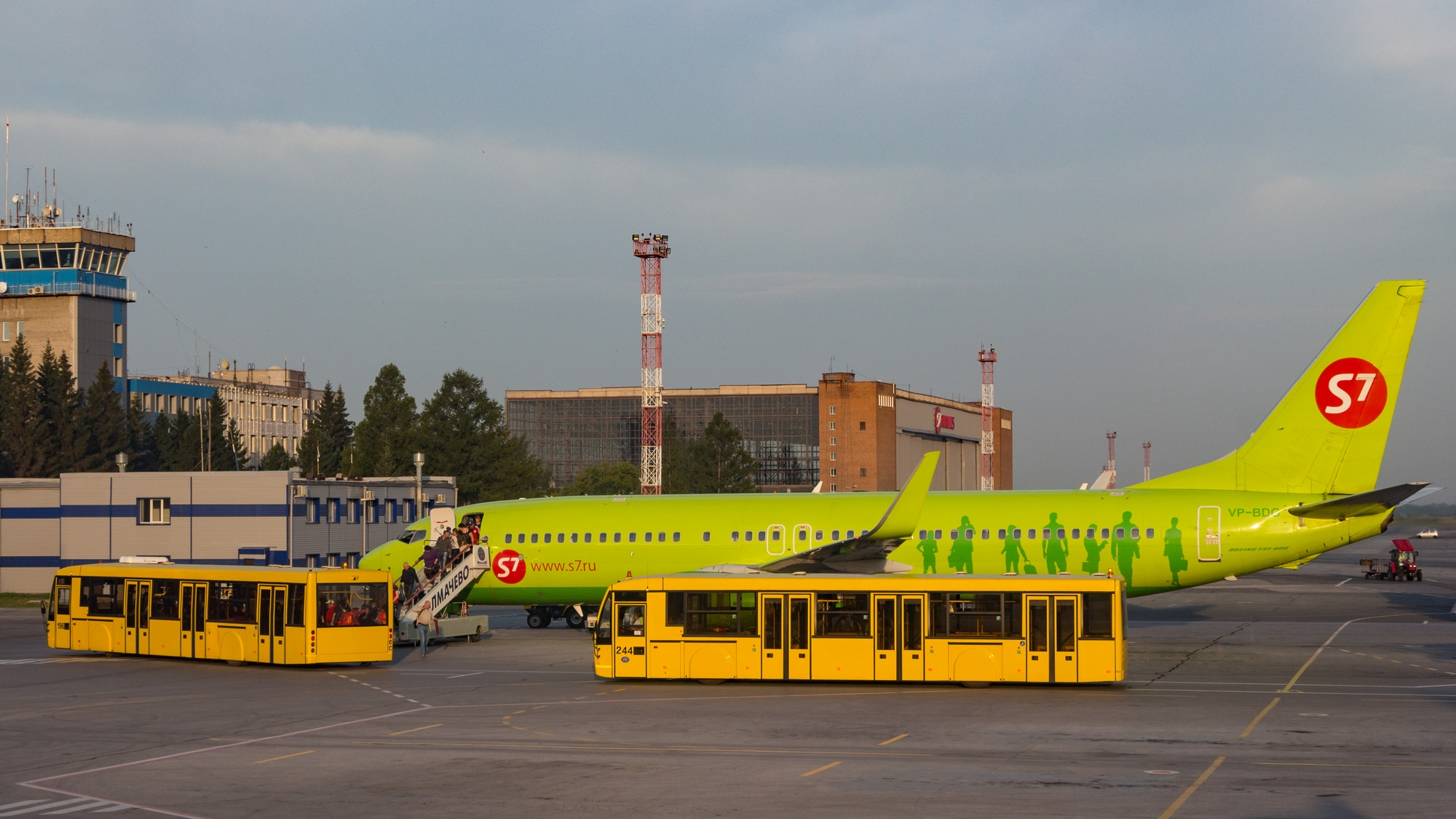
MAZ-171 servono il volo di S7 Airlines nell'aeroporto di Novosibirsk-Tolmačëvo

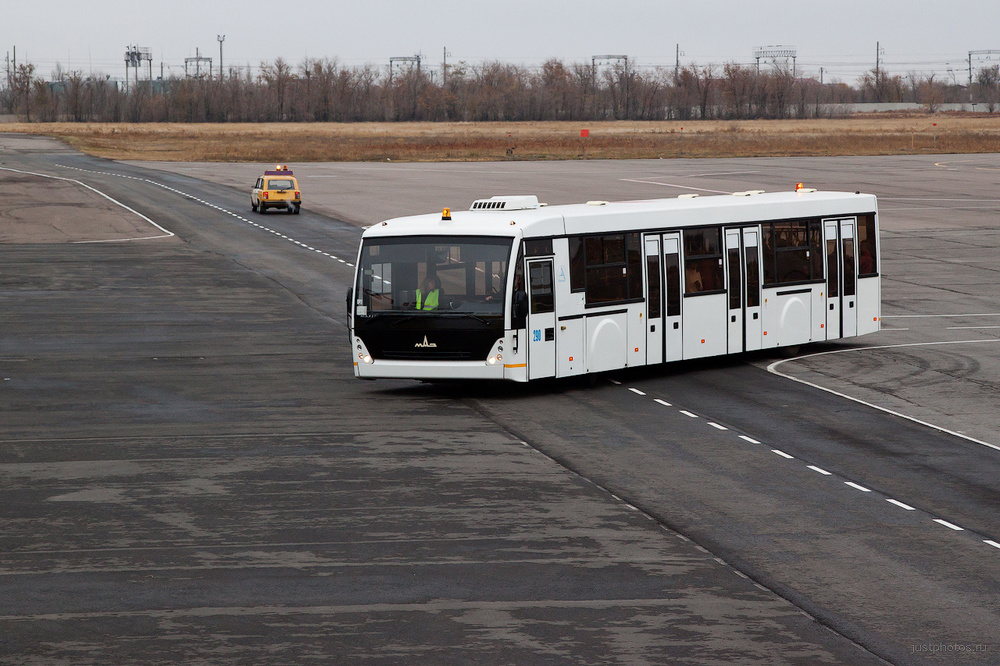
L'aeroporto di Volgograd opera 3 MAZ-171

MAZ-171 (in russo e bielorusso МАЗ-171) è un modello di autobus in uso negli aeroporti civili per il trasporto dei passeggeri da e per gli aerei, realizzato in Bielorussia a partire dal 2005. Il modello è stato prodotto dalla Minskij Avtomobil'nyj Zavod (MAZ) su richiesta della compagnia aerea bielorussa Belavia Belarusian Airlines. Dopo la realizzazione del modello prototipo nel 2005 che ha fatto un periodo di prova nell'Aeroporto di Mosca-Vnukovo e nell'Aeroporto di Minsk ha avuto un riscontro positivo e per ora il modello è ordinato da alcuni aeroporti della Russia, della Bielorussia e degli stati ex-URSS come un'alternativa valida agli analoghi prodotti nell'Unione europea: Neoplan e Cobus.

## Caratteristiche
Il MAZ-171 è un autobus a due assi con guida a sinistra, lungo circa quattordici metri e con 6 porte rototraslanti per i passeggeri e 2 porte per la cabina di guida; ha un aspetto moderno sia per i grandi finestrini contigui e variamente sagomati lungo la fiancata, sia per il parabrezza rettangolare leggermente bombato.
È equipaggiato con il motore tedesco Deutz BF4M1013FC (Euro 3) di 4,764 litri con una potenza di 170 cavalli.
L'autobus attualmente ha di serie il cambio automatico ZF5P3502C. La velocità massima che raggiunge è di 50 km/ora. A richiesta possono essere installati l'aria condizionata, il sistema della informazione elettronica, i finestrini scorrevoli. La capienza del modello è di 103-127 persone, il numero dei sedili è 6.

### Modifiche
MAZ-171.075
MAZ-171.076

## Diffusione
Totalmente sono prodotti più di 100 veicoli. Il modello è presente in alcuni aeroporti della CSI:

### Bielorussia
- Aeroporto Nazionale di Minsk;

### Russia
- Aeroporto di Anapa-Vitjazevo,
- Aeroporto di Astrachan',
- Aeroporto di Barnaul,
- Aeroporto Internazionale di Belgorod[1],
- Aeroporto di Čeljabinsk,
- Aeroporto di Gelendžik,
- Aeroporto di Irkutsk,
- Aeroporto di Iževsk,
- Aeroporto di Jakutsk,
- Aeroporto di Južno-Sachalinsk,
- Aeroporto di Kazan',
- Aeroporto di Krasnodar,
- Aeroporto di Lensk,
- Aeroporto di Lipeck,
- Aeroporto di Machačkala,
- Aeroporto di Mirnyj,
- Aeroporto di Nižnevartovsk,
- Aeroporto di Nižnij Novgorod-Strigino V. P. Čkalov,
- Aeroporto di Noril'sk-Alykel',
- Aeroporto di Novosibirsk-Tolmačëvo,
- Aeroporto di Novyj Urengoj,
- Aeroporto di Omsk,
- Aeroporto di Penza,
- Aeroporto di Perm',
- Aeroporto di Petropavlovsk-Kamčatskij (Elizovo),
- Aeroporto di Rostov sul Don (Platov),
- Aeroporto di Salechard,
- Aeroporto di Samara-Kurumoč,
- Aeroporto di Soči-Adler,
- Aeroporto Internazionale di Simferopol,
- Aeroporto di Tjumen'-Roščino,
- Aeroporto di Tomsk,
- Aeroporto di Vladivostok,
- Aeroporto di Volgograd,
- Aeroporto di Voronež-Čertovickoe;

### Ucraina
- Aeroporto di Ivano-Frankivs'k;

### Moldavia
- Aeroporto di Chișinău;

### Azerbaigian
- Aeroporto di Baku-Heydər Əliyev.